# Alfred Keller (architekt)

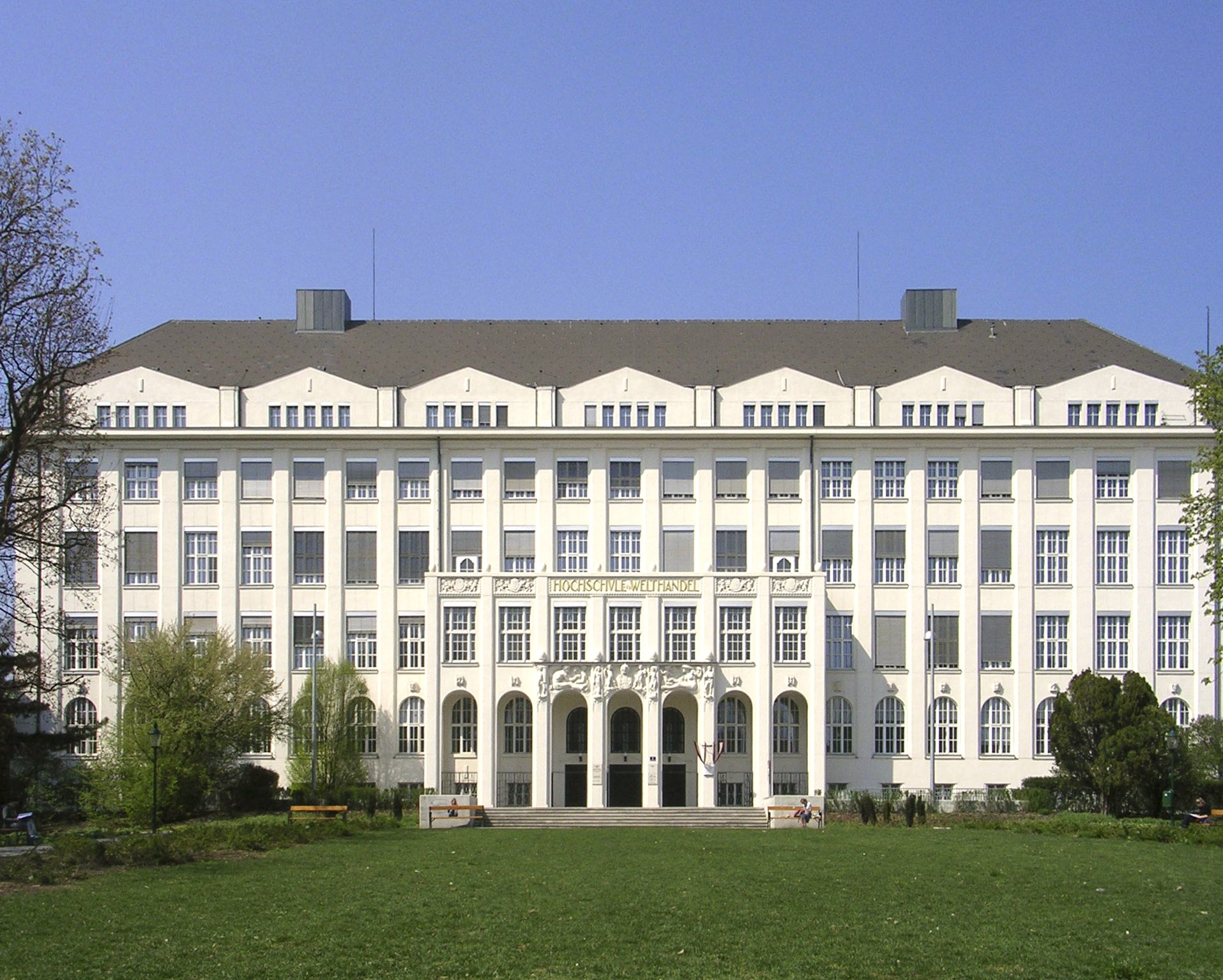
Stará budova obchodní akademie.

Alfred Keller (17. června 1875 Štýrský Hradec – 8. března 1945 Kremže) byl rakouský architekt, malíř a grafik.

## Život
Alfred Keller studoval v letech 1893–1898 technickou a zemědělskou kreslířskou školu ve Štýrském Hradci. Pak pracoval ve Štýrském Hradci, ve Vídní a od roku 1908, kdy byl převelen na ministerstvo veřejných prací, začal pracovat jako samostatný architekt. Od roku 1904 byl členem uměleckého spolku Hagen, kde v letech 1912–1917 byl jeho prezidentem. V té době se věnoval grafickému designu obálek a plakátů. V roce 1897 podnikl cestu do Indie a v letech 1913–1915 pobýval v USA. V letech 1921 a 1925 pobýval ve Španělsku (Barceloně), v období 1920 až 1925 procestoval celou Evropu. Architekt Walter Brossmann (1882–1948) jej vyzval k spolupráci v jeho architektonickém ateliéru a od roku 1926 do 1932 byli Keller a Brossmann rovnocennými partnery. V roce 1922 se stal vrchním stavebním radou ve Vídni. 1930 se stal řádným profesorem na vídeňské technice, v letech 1935–1936 byl děkanem fakulty architektury. V letech 1918–1920 byl viceprezidentem Ústředního spolku rakouských architektů. Alfred Keller byl mezinárodně vysoce uznávaný a vážený muž. V roce 1928 získal zlatou medaili za zásluhy v Rakouské republice, v roce 1929 Gran Premio a Medalla de Oro v Barceloně, stejně jako 1930 kříž španělského řádu za zásluhy komtur od španělského krále. Zemřel ve věku 70 let a je pohřben na hřbitově v Kremži.

## Dílo
Vyprojektoval na 150 staveb jako je Palais des Circulo Ecuestre v Barceloně, sanatoria, lázeňské domy, hotely, penziony, úřední budovy, vily, školy atd. V Rychvaldě postavil dělnickou kolonii a úřednické domy pro Rakouskou alpinskou montánní společnost, pro důl Václav v Orlové-Porubě. Zúčastnil se architektonických soutěží jako na příklad: na obchodní a živnostenskou komoru, umělecký dům nebo úpravu Univerzitního náměstí ve Štýrském Hradci, na přestavbu Kostelního náměstí ve Villachu, oborový dům Urania ve Vídni-Mariahilf nebo na vídeňské kliniky. Nejvýznamnější realizacím patří Obchodní akademie ve Vídni. Počáteční práce byly ovlivněny secesí a školou Otto Wágnera, následující směřovaly k historizujícímu Heimatstilu a nové věcnosti.
- 1906 Kostelní náměstí, Villach
- 1906 sanatorium Dr. Hansy, Štýrský Hradec
- 1909 vila R. H. Bartsche, Vídeň
- 1909 obálka a grafická úprava románu Elisabeth Rött, autor Rudolf Hans Bartsch[3]
- 1911 sanatorium Dr. Hajose, Lussingrad, Chorvatsko
- 1911 sanatorium Dr. Wieslera, Štýrský Hradec
- 1911 vila Dr. Benndorfa, Teichhof
- 1912 ilustrace a obálka románů Schwammerl a Das deutsche Leid, autor Rudolf Hans Bartsch[4]
- 1912 Hotel Alhambra, Lošinj
- 1911–1913 Pendlovo sanatorium, Opava[1]
- 1915 vila E. Weinbergera, Ramsau
- 1917 obytné domy pro Rakouskou alpinskou montánní společnost v Eisenerzu
- 1917 dělnické domy (kolonie) pro Rakouskou alpinskou montánní společnost v Donawitz a Leobenu
- 1921 úřednické domy pro Rakouskou alpinskou montánní společnost v Eisenerzu
- 1921–1922 kolonie Kerpely, Leoben
- 1921–1925 Palais Circulo Ecuestre, Barcelona
- 1925 základní škola, Niklasdorf (společně s Walterem Brossmannem)
- 1925–1926 elektrárna v Kremži (společně s Walterem Brossmannem)
- 1925–1926 obytné komplexy ve Vídni (Vídeň 10), společně s Walterem Brossmannem
- 1926–1927 obytné komplexy ve Vídni (Vídeň 16), společně s Walterem Brossmannem
- 1940–1941 elektrárnu Schmidtovy hutě, Kremže